# عرشان (خنفر)

تعديل مصدري - تعديل

عرشان هي إحدى قرى عزلة جعار بمديرية خنفر التابعة لمحافظة أبين، بلغ تعداد سكانها 178 نسمة حسب تعداد اليمن لعام 2004.